# Quilhuiné
Quilhuiné es pequeña localidad rural chilena perteneciente a la comuna de Chanco, en la Provincia de Cauquenes de la Región del Maule. Se anexó a dicha comuna el 19 de mayo de 1902, tras ocupar el estatus de «subdelegación», entidad administrativa instaurada por el gobierno chileno a mediados del siglo XIX, y la creación del Departamento de Chanco el 8 de noviembre de 1901.
Se destaca por ser el lugar natal de Guadalupe del Carmen, quien fuera popular intérprete de la música popular de México, aun cuando nunca visitó esa tierra. En febrero de cada año se celebra en Chanco, como fiesta popular y muy concurrida, un festival basado en el folclore de México y que recuerda y homenajea a Guadalupe. 
A quince kilómetros de Pahuil, aproximadamente, se ubica el río Pinotalca.